# Maria Fischer (Widerstandskämpferin, 1897)

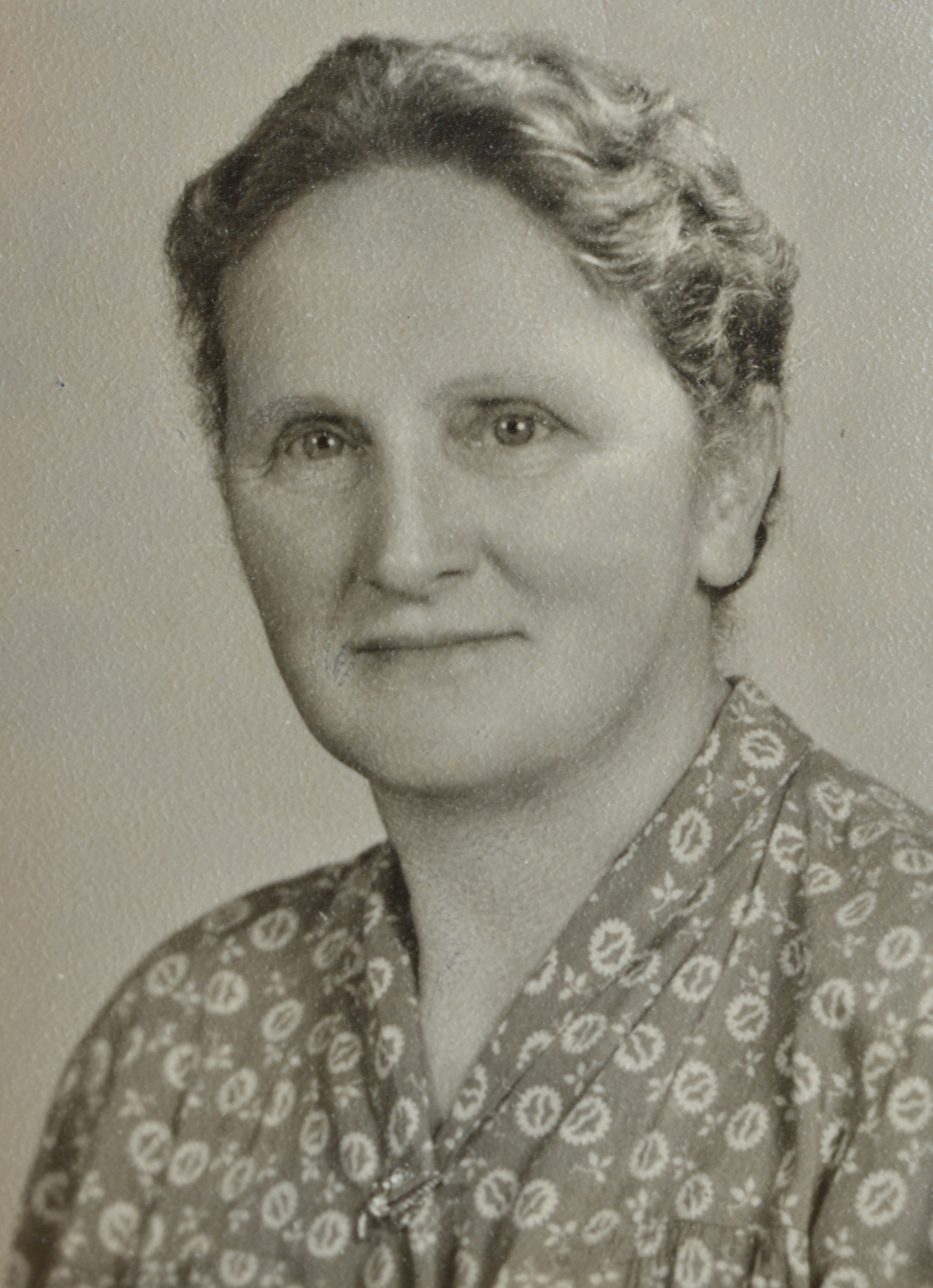
Maria Fischer, 1957

Maria Fischer, auch Marie Fischer, (* 30. Juli 1897 in St. Pölten; † 6. Februar 1962 in Wien) war eine österreichische Seidenwinderin, Textilarbeiterin und trotzkistische Widerstandskämpferin gegen den Austrofaschismus und Nationalsozialismus.

## Leben

### Die ersten Lebensjahrzehnte
Maria Fischer kam in St. Pölten als eine von drei ehelichen Töchtern des Sattlermeisters Johann Fischer (* 20. September 1867 in Untersiegendorf, † 24. Februar 1905 in St. Pölten) und der Antonia Fischer (auch Antonie Fischer), geb. Kronigel (* 10. Mai 1864 in Kleinreichenbach, bestattet am 21. März 1928 am Wiener Südwestfriedhof), zur Welt. 
Ihre Schwestern waren
- Antonie (* 8. Juni 1893 in Melk,[8] † 2. November 1934 in Wien, bestattet am 6. November 1934 am Wiener Südwestfriedhof[9][10]) und
- Amalie (* 17. Februar 1895 in Melk; † 19. Juli 1943 in Brünn durch Suizid)[5][11] Fischer.

Ihre Halbbrüder waren
- Karl Kronigel[13] (* 4. März 1889 in Wien; † 16. März 1965 in Wien,[14] bestattet am 19. März 1965 am Wiener Südwestfriedhof[15][16]) und
- Josef Pfeffer.[16]

Ihre Halbschwester war 
- Ludmilla Kronigel, legitimierte Pfeffer (* 17. Februar 1910, † 22. Juli 1911).[17]

Nach Absolvierung der Volksschule erlernte Maria Fischer den Beruf der Seidenwinderin und arbeitete als Textilarbeiterin sowohl in verschiedenen Betrieben als auch in Heimarbeit.
Sie übersiedelte von St. Pölten nach Wien, wo sie seit 1916 gemeinsam mit ihrer Mutter und ihrer Schwester Antonie eine Wohnung in Penzing (damals zu Hietzing gehörig), Gusenleithnergasse 11, bewohnte.
1916 wurde sie Mitglied der Sozialdemokratischen Partei und der Freien Gewerkschaften. Am 23. September 1918 gebar sie ihren einzigen Sohn Karl Fischer († 17. März 1963), den sie selbstbewusst „Kegel“ – ein mittelalterlicher Ausdruck für ein uneheliches Kind – nannte. Dieser Name wurde später von Karl Fischer als Deckname im Untergrund verwendet.

### Widerstand, Verfolgung, Haft und Befreiung (1935–1945)

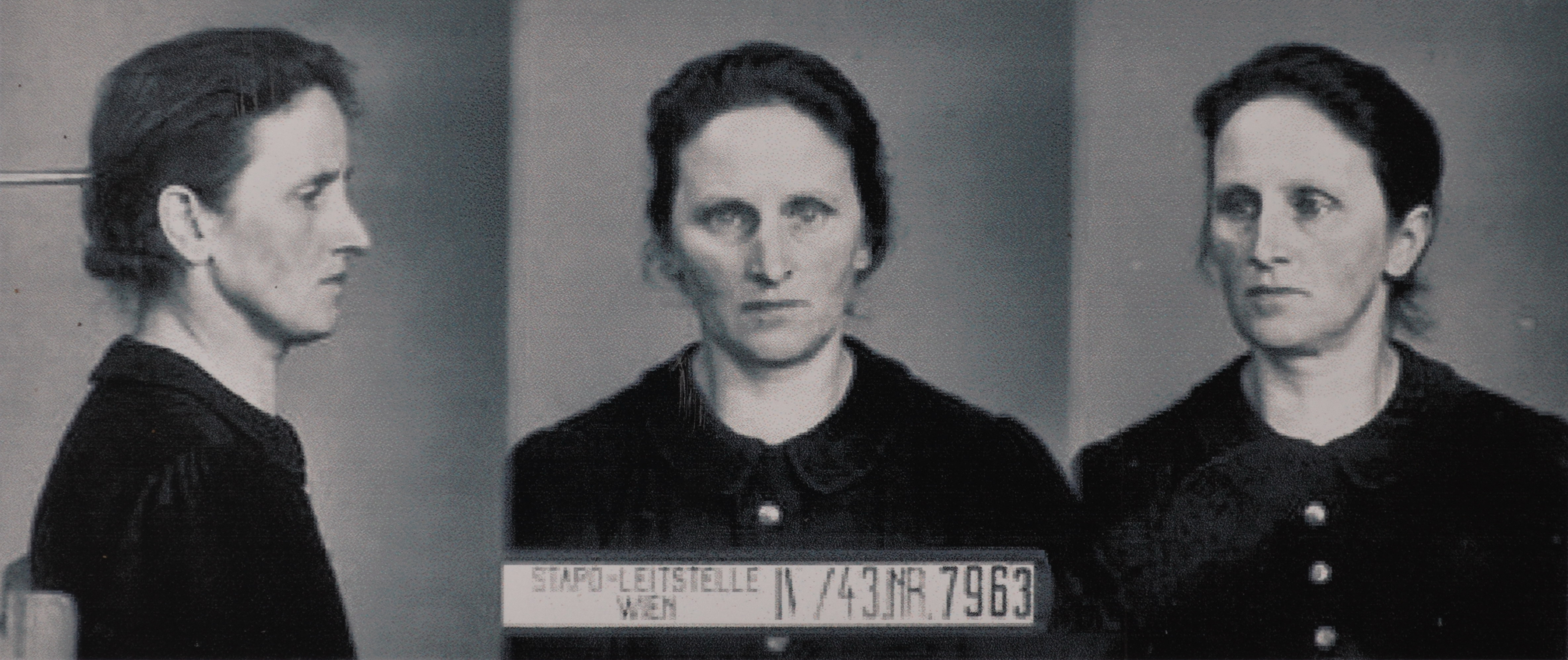
Maria Fischer, Gestapo-Bild, StaPo-Leitstelle Wien, IV/43.NR.7963, Erkennungsdienstliche Kartei der Wiener Gestapo, April 1943

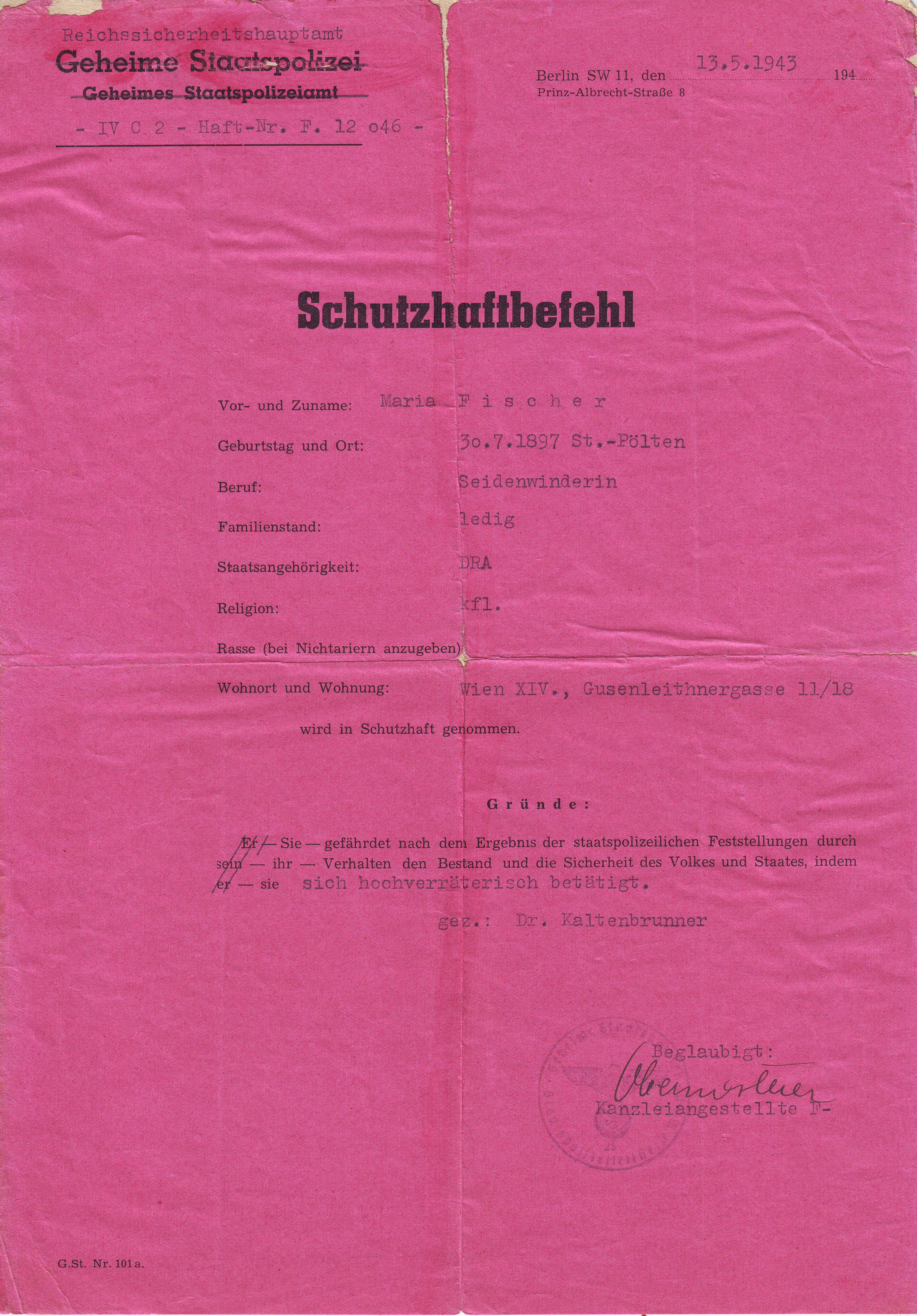
Schutzhaftbefehl des Reichssicherheitshauptamtes gegen Maria Fischer, 13. Mai 1943, unterschrieben mit „gez.: Dr. Kaltenbrunner“

Maria Fischer kam 1935/36 durch ihren Sohn mit den „Revolutionären Kommunisten Österreichs“ (RKÖ) in Kontakt, sie wurde deren Mitglied und stellte ihre Wiener Wohnung als Sekretariat für die Untergrundarbeit zur Verfügung.
Fischers Sohn Karl wurde Anfang November 1936 verhaftet und am 13. August 1937 vom Landesgericht für Strafsachen Wien und am 23. September 1937 vom Obersten Gerichtshof gemeinsam mit Georg Scheuer und zwei weiteren Gesinnungsgenossen im Wiener Trotzkistenprozess wegen Hochverrates zu fünf Jahren schwerem Kerker, verschärft durch einen Fasttag vierteljährlich, verurteilt, mit der Februaramnestie 1938 aber vorzeitig aus der Haft in Krems-Stein entlassen. Er emigrierte anschließend über die Schweiz nach Belgien und Frankreich, wo er im Widerstand gegen den Nationalsozialismus aktiv war. 1943 in Frankreich festgenommen, wurde er 1944 an die Gestapo ausgeliefert und anschließend ins Konzentrationslager Buchenwald deportiert.
Nach dem Anschluss Österreichs an Deutschland schloss sich Maria Fischer der trotzkistischen Widerstandsgruppe „Gegen den Strom“ an, wobei sie ihre Wohnung erneut als Zentrale zur Verfügung stellte. Ihre Freunde und Gesinnungsgenossen nannten sie liebevoll „Mitzi-Tante“. Als Decknamen für ihre Untergrundarbeit verwendete sie das Wort „Netz“.
Während dieser Zeit arbeitete sie bei der Wiener Firma Hans Amfaldern als Hilfsarbeiterin. Am 27. Januar 1941 verurteilte sie der Reichstreuhänder der Arbeit für das Wirtschaftsgebiet Wien-Niederdonau durch einen Ordnungsstrafbescheid wegen Arbeitsverweigerung an einem Sonntag zu einer Geldstrafe von 8 Reichsmark (siehe Bilder des Ordnungsstrafbescheides in der Dokumente-Galerie).
Sie trat am 27. Jänner 1942 aus der römisch-katholischen Kirche aus.
Im April 1943 wurde die Widerstandsgruppe „Gegen den Strom“ von der Gestapo aufgerollt. Bei einer Hausdurchsuchung im Haus Gusenleithnergasse 11 wurden in Maria Fischers Wohnung eine Schreibmaschine, Papier und weitere Utensilien für die Herstellung von Flugblättern sichergestellt, die sie in eigens angefertigten Geheimfächern von Wäschekästen versteckt hatte.
Sie wurde am 14. April 1943 von der Gestapo festgenommen. Erst nachträglich, am 13. Mai 1943, wurde dazu ein Schutzhaftbefehl des Reichssicherheitshauptamtes wegen „hochverräterischer Betätigung“ gegen sie erlassen (siehe Bild des Schutzhaftbefehles). In der Anklage wurde ihr zur Last gelegt, die Organisation „Gegen den Strom“ durch Mitgliedsbeiträge unterstützt und gemeinsam mit Josef Jakobovits in ihrer Wohnung die Flugschriften Gegen den Strom und Rundschau hergestellt zu haben. In diesen Schriften wurden beispielsweise die internationalistischen und defätistischen Positionen der Gruppe dargelegt.
Am 10. Dezember 1943 wurde sie wegen Vorbereitung zum Hochverrat vom 5. Senat des Volksgerichtshofs in Wien zu fünf Jahren Zuchthaus und fünf Jahren Ehrverlust verurteilt. Als „mildernd“ wurde im Urteil ihr angeblich „nur sehr mäßiger Intellekt ..., der sie daran gehindert haben mag, die volle Tragweite ihres Tuns zu übersehen“ ins Treffen geführt. Ihre Gesinnungsgenossen Franz Kascha (* 29. Jänner 1907 in Wien) und Josef Jakobovits (* 31. März 1916) wurden vom Volksgerichtshof zum Tod verurteilt und am 13. März 1944 im Landesgericht Wien hingerichtet, über weitere Mitglieder der Widerstandsgruppe wurden folgende Urteile gefällt: Leopold Kascha (* 18. Dezember 1908 in Wien; † 1957) zehn Jahre Zuchthaus und zehn Jahre Ehrverlust, Paula Binder (* 19. September 1913 in Wien) zwei Jahre Zuchthaus und zwei Jahre Ehrverlust, Johann Putz (* 1. August 1915 in Wien) und Ludwig Weseli (* 8. Juli 1886 in Wien) ein Jahr Gefängnis.
Wie aus erhalten gebliebenen Schriftstücken Maria Fischers hervorgeht, verbrachte sie ihre Haftzeit zunächst in verschiedenen Wiener Gefängnissen: anfangs im Polizeigefangenenhaus des Polizeigebäudes Rossauer Lände, danach in der dem Landesgericht für Strafsachen Wien angeschlossenen Justizanstalt Wien Josefstadt, weiters in dem nicht mehr bestehenden (Amts-)Gerichtsgefängnis II, Wien-Leopoldstadt, Schiffamtsgasse 1, an dessen Stelle sich heute das Bundesamt für Eich- und Vermessungswesen befindet, und nach ihrer Verurteilung in der Untersuchungshaftanstalt Wien II, Wien-Josefstadt, Hernalsergürtel 6–12.
Danach wurde sie über Brünn und Breslau in das Frauenzuchthaus Jauer deportiert, in dem sie nach ihrer Einlieferung am 10. April 1944 registriert wurde und bis Ende Jänner 1945 inhaftiert war. Maria Fischer wurde vor der sowjetischen Einnahme der Stadt Jauer aus dem dortigen Frauenzuchthaus verlegt und war ab 1. Februar 1945 im Frauenstrafgefängnis in Leipzig-Kleinmeusdorf inhaftiert. Am 18. April 1945 wurde sie durch die United States Army befreit und am 20. April 1945 entlassen (siehe Bilder des Entlassungscheines in der Dokumenten-Galerie).

### Seit 1945

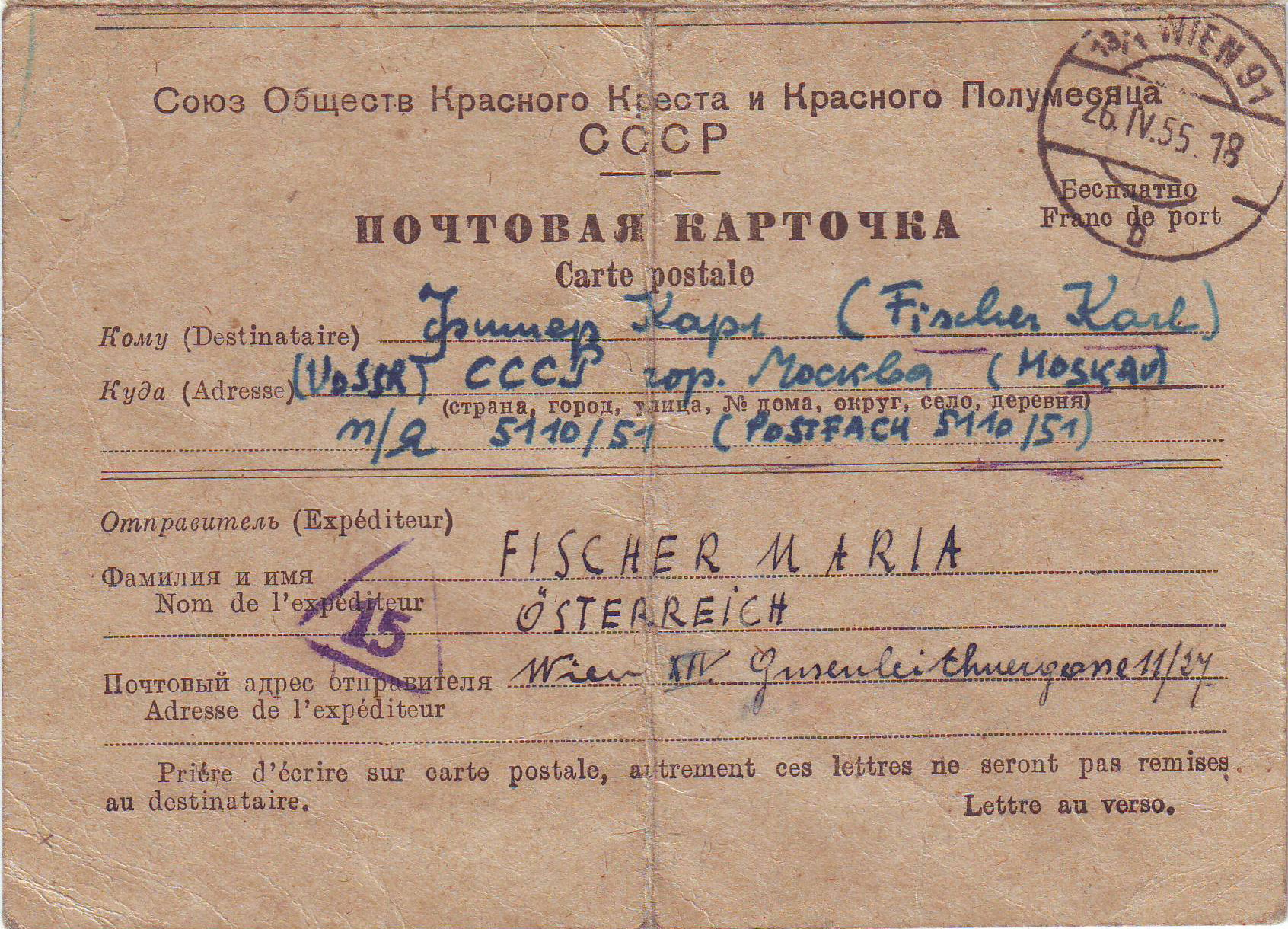
Erstes Schreiben Maria Fischers an ihren Sohn Karl in der UdSSR, 26. April 1955

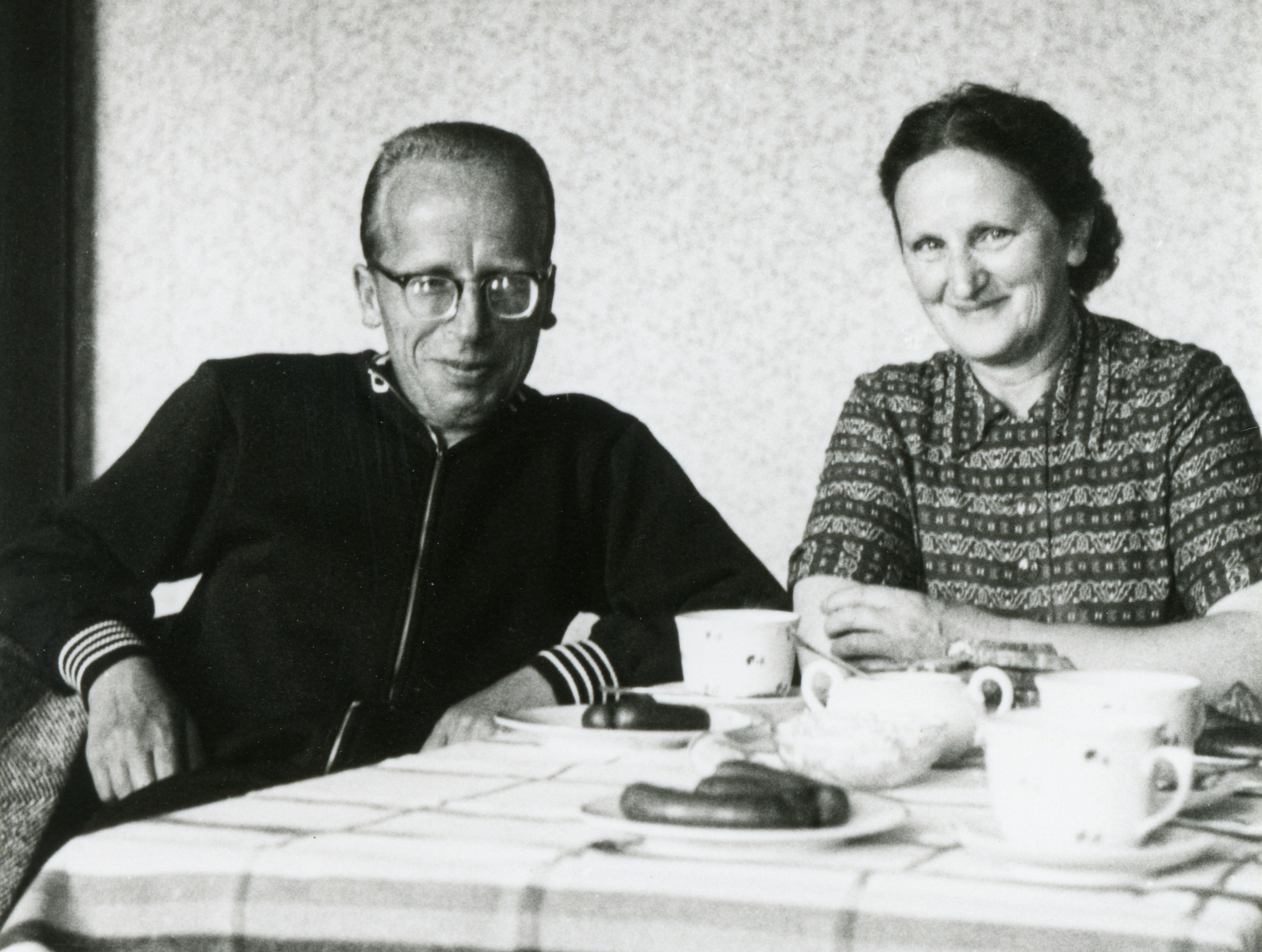
Maria Fischer mit ihrem Sohn Karl im Juni 1955

Nach ihrer Entlassung aus dem Frauenstrafgefängnis Leipzig-Kleinmeusdorf schlug sie sich zu Fuß bis nach Linz durch, wo sie durch Zufall – noch in Zuchthauskleidung – von ihrem Sohn Karl, der zuvor aus dem Konzentrationslager Buchenwald entlassen worden war, in der Nietzschestraße wiederentdeckt wurde. Ihr Sohn nahm sie bei sich in seiner Linzer Wohnung auf.
Am 22. Jänner 1947 wurde Karl Fischer auf der Linzer Nibelungenbrücke an der sowjetisch-amerikanischen Demarkationslinie vom sowjetischen Geheimdienst NKWD entführt und wegen angeblicher Spionage zu fünfzehn Jahren „Besserungsarbeitslager“ verurteilt. Nach dem für sie unerklärlichen Verschwinden ihres Sohnes erstattete Maria Fischer am 22. Jänner 1947 eine Abgängigkeitsanzeige, jedoch ohne Erfolg. Vergeblich setzten seine Gesinnungsgenossen alle Hebel in Bewegung, um eine Intervention offizieller österreichischer Stellen bei den sowjetischen Behörden zu erwirken. Karl Fischer wurde in die Sowjetunion verschleppt und trotz eines Selbstmordversuches bis 1955 in mehreren Lagern des Gulag in Ost-Sibirien (Kolyma, Maxim Gorki, Dnjeprowsk, Laso), dann ab April 1952 im Politisolator Alexandrovsky Central im Rajon Bochan der Oblast Irkutsk inhaftiert.
Im Anschluss an die Verschleppung ihres Sohnes kehrte sie von Linz wieder nach Wien in ihre frühere Wohnung zurück und arbeitete danach nur kurz, bis sie eine (in eigenen Worten) „auskömmliche Rente“ erhielt. Josef Hindels, Jugendfreund und Gesinnungsgenosse ihres Sohnes, wohnte nach seiner Rückkehr aus dem schwedischen Exil eine Zeit lang bei ihr.
Maria Fischer erfuhr vom Schicksal ihres Sohnes erst sehr spät und konnte trotz mehrfacher Ansuchen um Gestattung des Briefwechsels erst im Frühjahr 1955 mit ihm schriftlich Kontakt aufnehmen (siehe Bild: Erstes Schreiben Maria Fischers an ihren Sohn Karl in der UdSSR, 26. April 1955).
Am 20. Juni 1955 konnte sie ihren im Zusammenhang mit dem Abschluss des österreichischen Staatsvertrages aus der Sowjetunion repatriierten Sohn Karl in Wiener Neustadt empfangen und wieder bei sich in ihrer Wohnung aufnehmen.
Während ihrer Pension betreute sie die Grinzinger Wohnung von Josef Hindels.

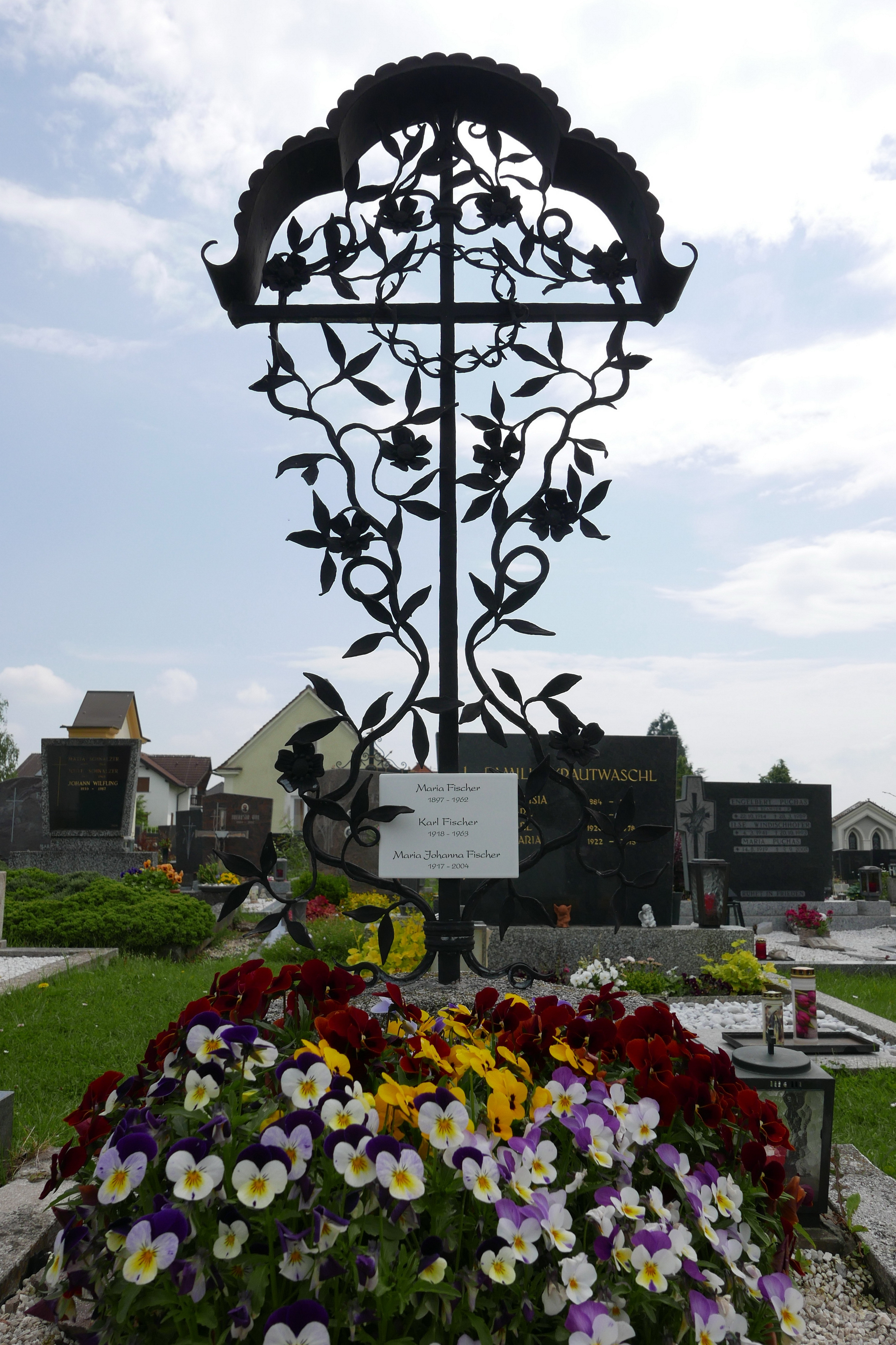
Grabstätte Maria Fischer, Friedhof Ilz, Steiermark, 2019

Maria Fischer starb am 6. Februar 1962 nach einem Schlaganfall in Wien. Sie wurde wie ein Jahr danach ihr Sohn Karl zunächst am Wiener Südwestfriedhof begraben (Bestattungsdatum 15. Februar 1962). Anfang 1991 ließ Karl Fischers Witwe Maria Johanna Fischer beide Verstorbenen exhumieren und einäschern. Beide Urnen wurden anschließend nach Ilz, Steiermark, überführt und am 25. März 1991 am dortigen Ortsfriedhof bestattet.

## Ehrung und Gedenken
- Ehrenzeichen für Verdienste um die Befreiung Österreichs gemeinsam mit ihrem Sohn Karl Fischer, am 4. September 2020 posthum verliehen durch Bundespräsident Alexander Van der Bellen und am 29. Juni 2021 übergeben durch den steirischen Landeshauptmann-Stellvertreter Anton Lang in Graz.[63][64][65]
- Im Museum Niederösterreich in St. Pölten wird in der seit Ende des Jahres 2021 neu gestalteten Dauerausstellung des Themenbereiches zur Zeitgeschichte ein Forum mit 15 Biografien von Personen, die während der Zeit des Nationalsozialismus verfolgt wurden, präsentiert, darunter sind auch die in St. Pölten geborene Maria Fischer und ihr Sohn Karl Fischer. Es werden ebenso einige persönliche Originaldokumente aus der Zeit ihrer Verfolgung gezeigt.[66]

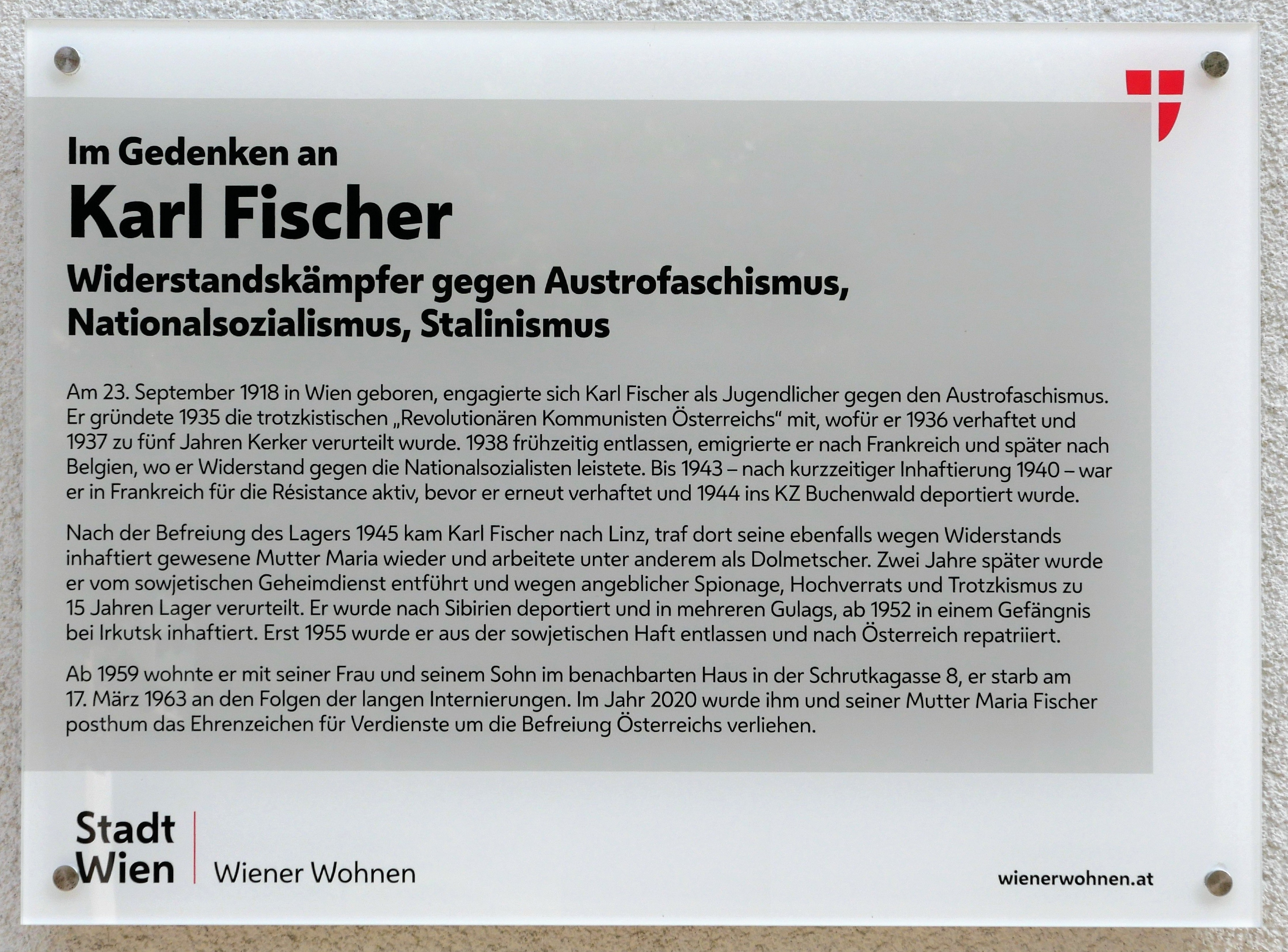
Gedenktafel für Karl Fischer mit zweimaliger Nennung Maria Fischers

- Im Frühjahr 2023 wurde durch die Hausverwaltung der Stadt Wien – Wiener Wohnen eine Gedenktafel für Karl Fischer am Haus Schrutkagasse 6 neben seinem ehemaligen Wohnhaus Schrutkagasse 8 in Ober Sankt Veit angebracht.[67] Im Text der Tafel wird auch Maria Fischer explizit genannt (siehe Bild).

## Dokumenten-Galerie

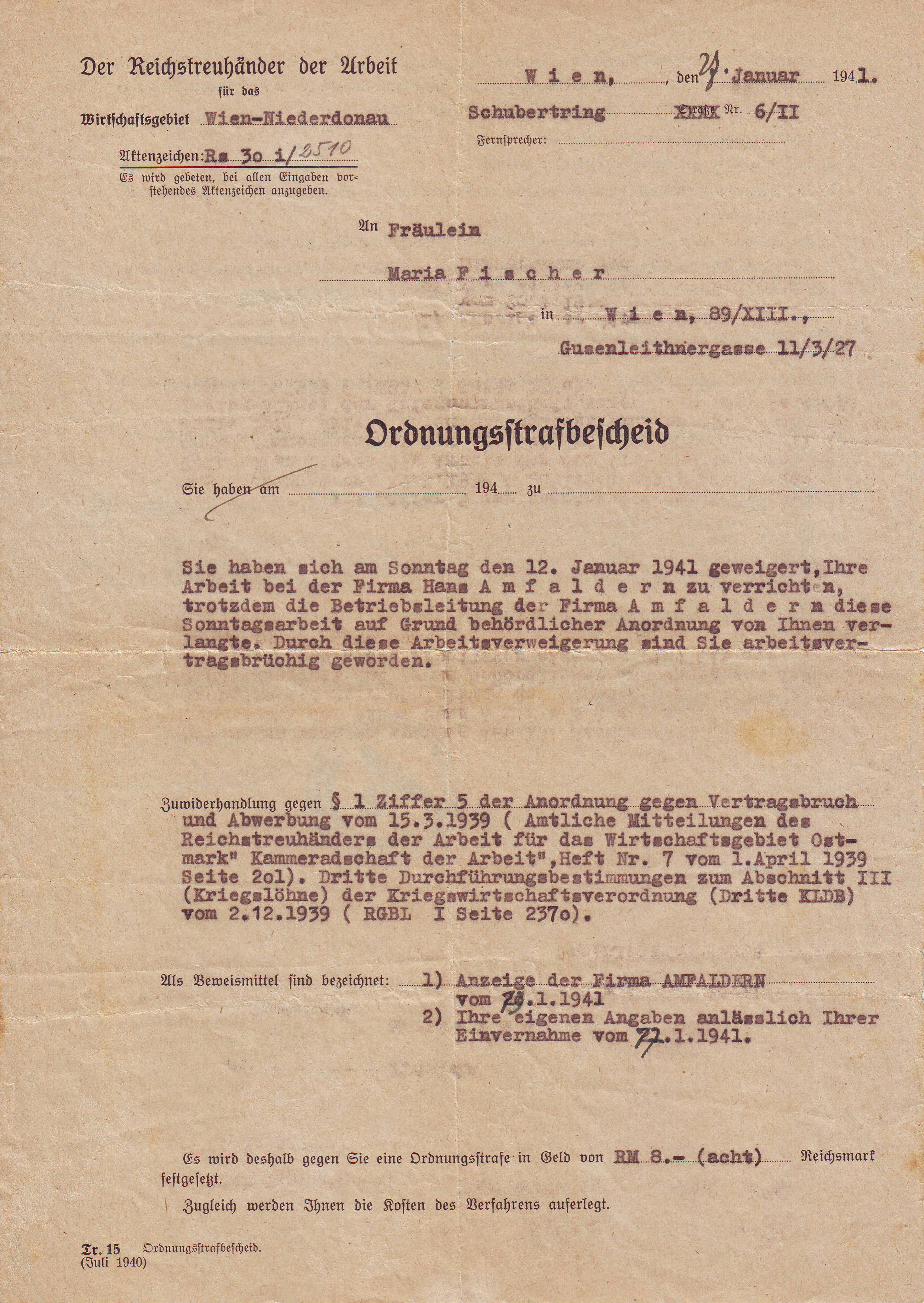
Ordnungsstrafbescheid des Reichstreuhänders der Arbeit für das Gebiet Wien-Niederdonau gegen Maria Fischer, 27. Januar 1941, Seite 1
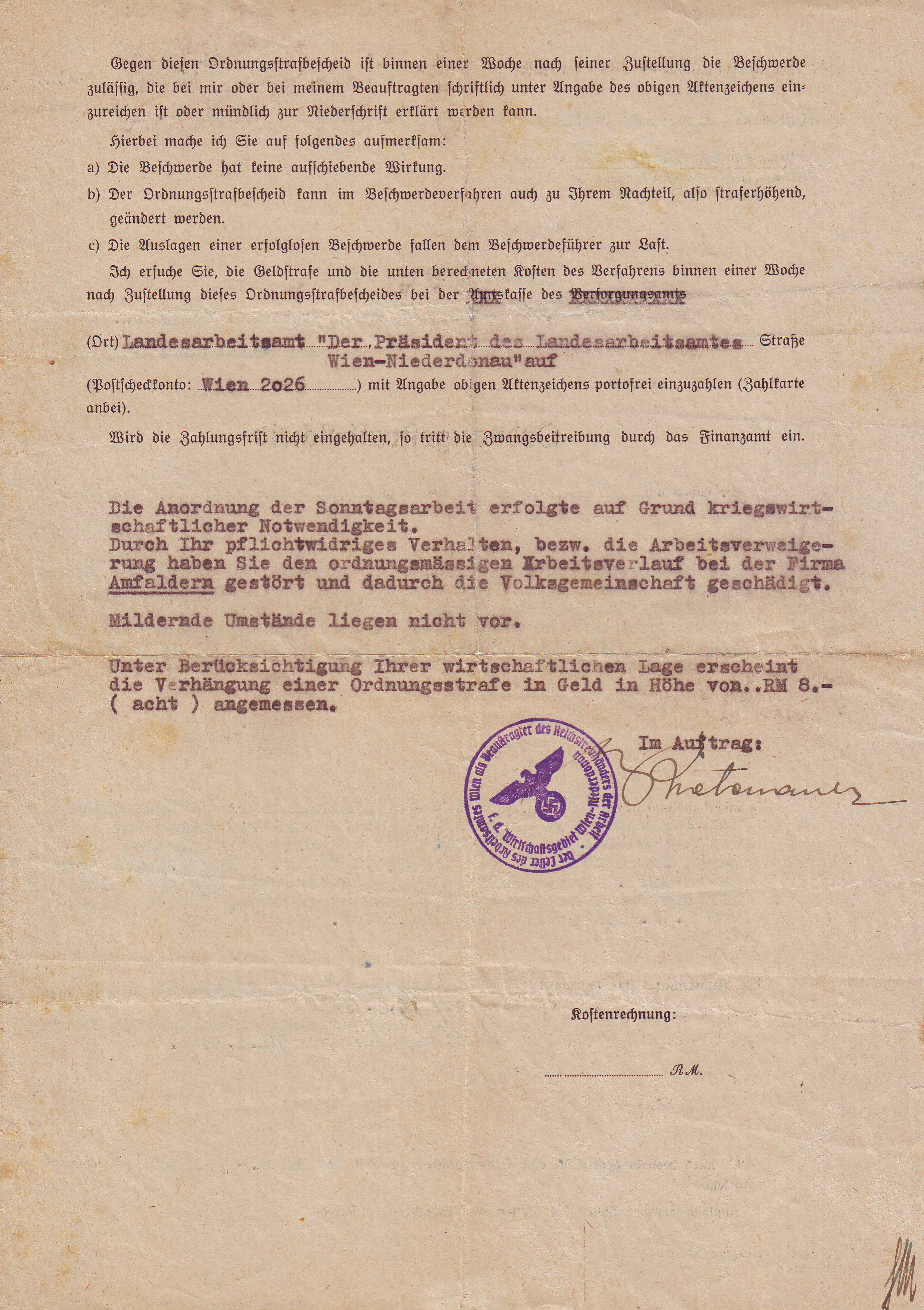
Ordnungsstrafbescheid des Reichstreuhänders der Arbeit für das Gebiet Wien-Niederdonau gegen Maria Fischer, 27. Januar 1941, Seite 2
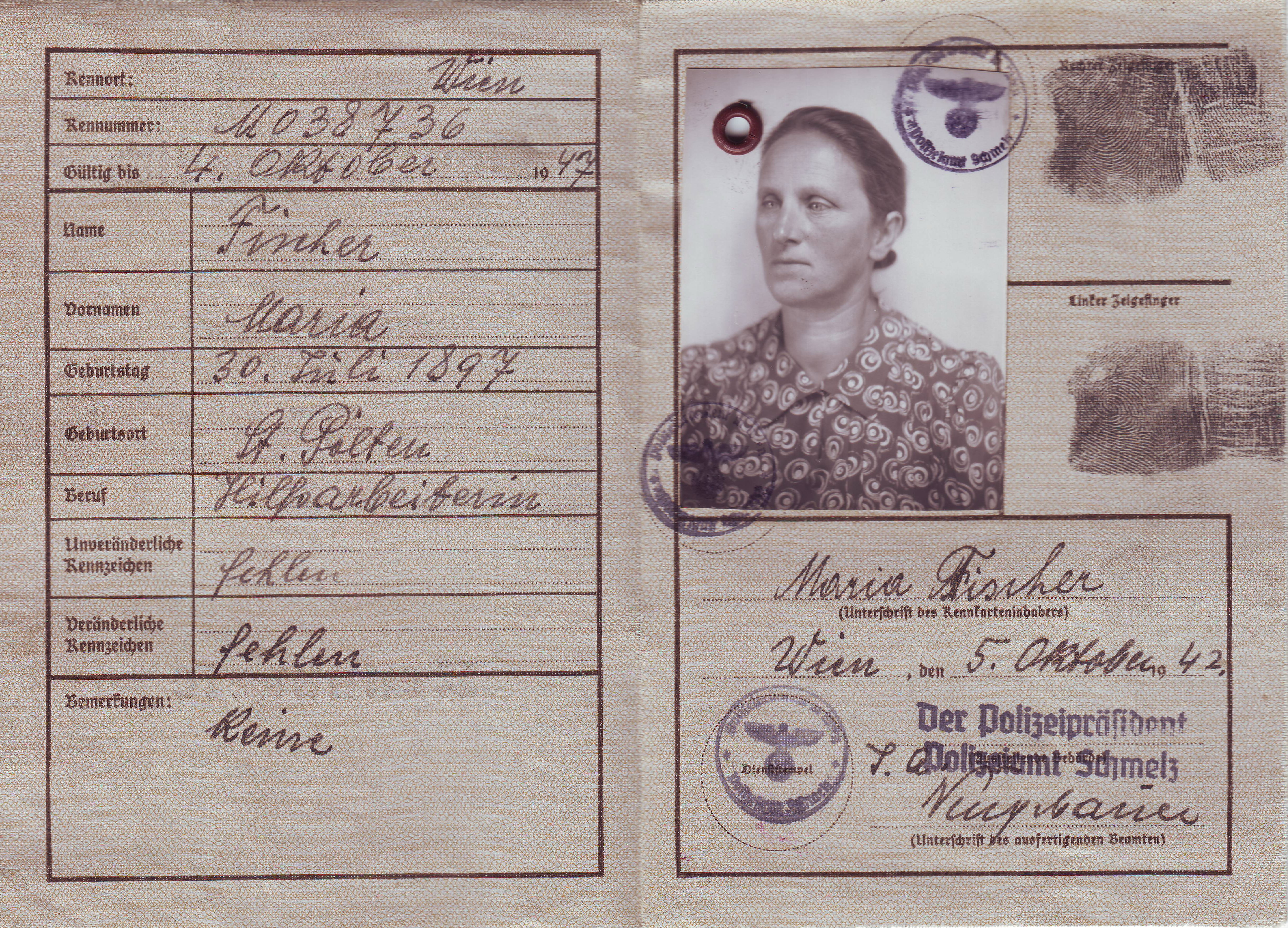
Kennkarte Deutsches Reich, Maria Fischer, 5. Oktober 1942
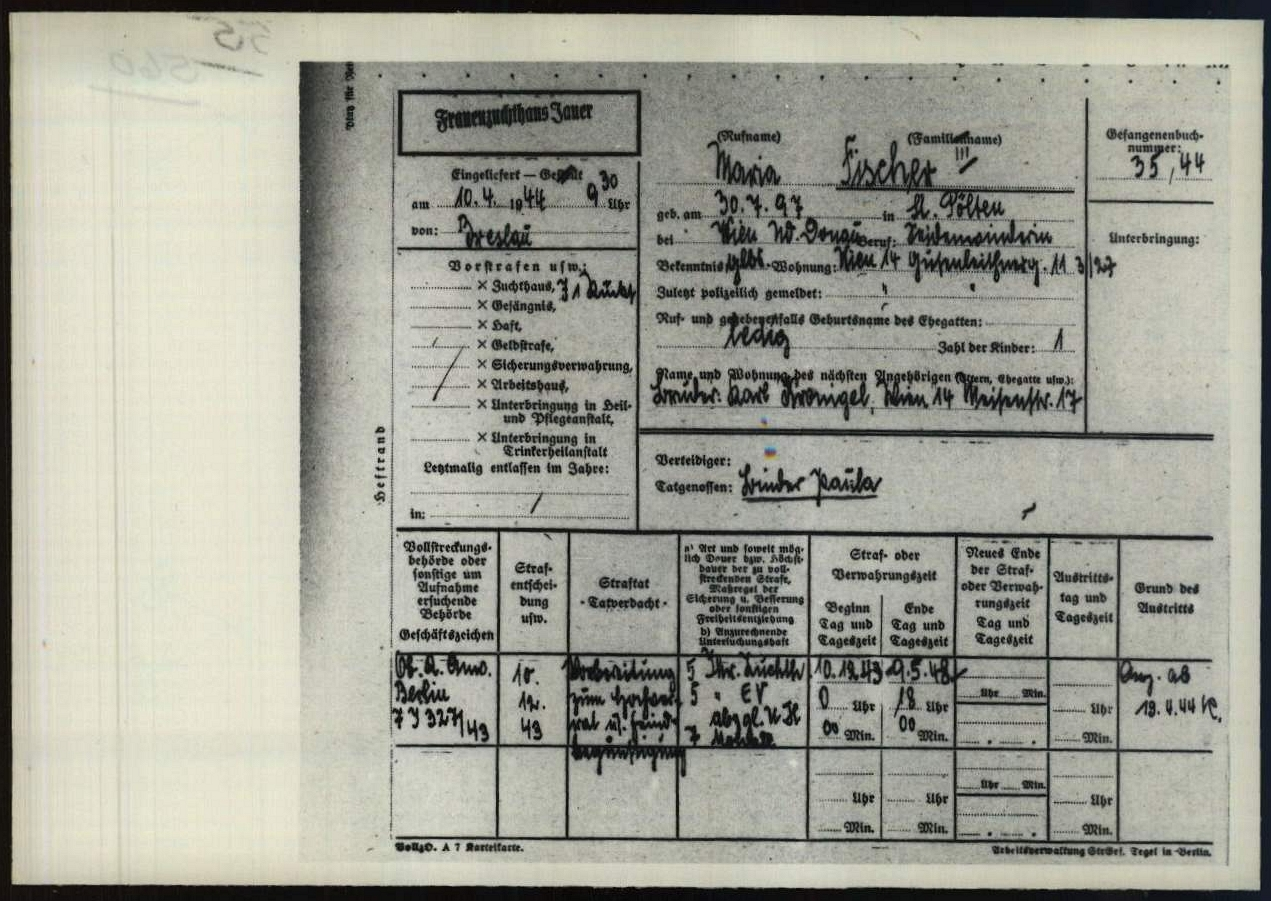
Registrierungskarte von Maria Fischer als Gefangene im Frauenzuchthaus Jauer
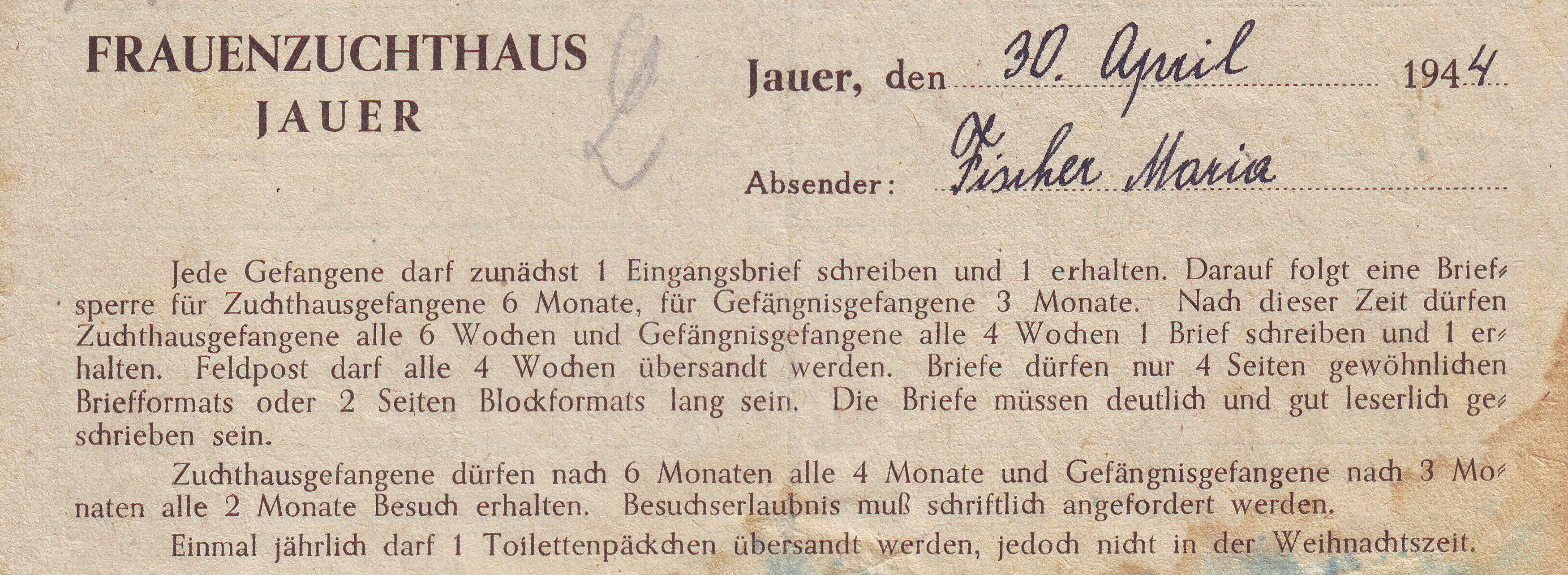
Briefkopf eines Briefes von Maria Fischer aus dem Frauenzuchthaus Jauer, geschrieben auf einem Vordruck des Zuchthaus-Briefpapiers, 30. April 1944
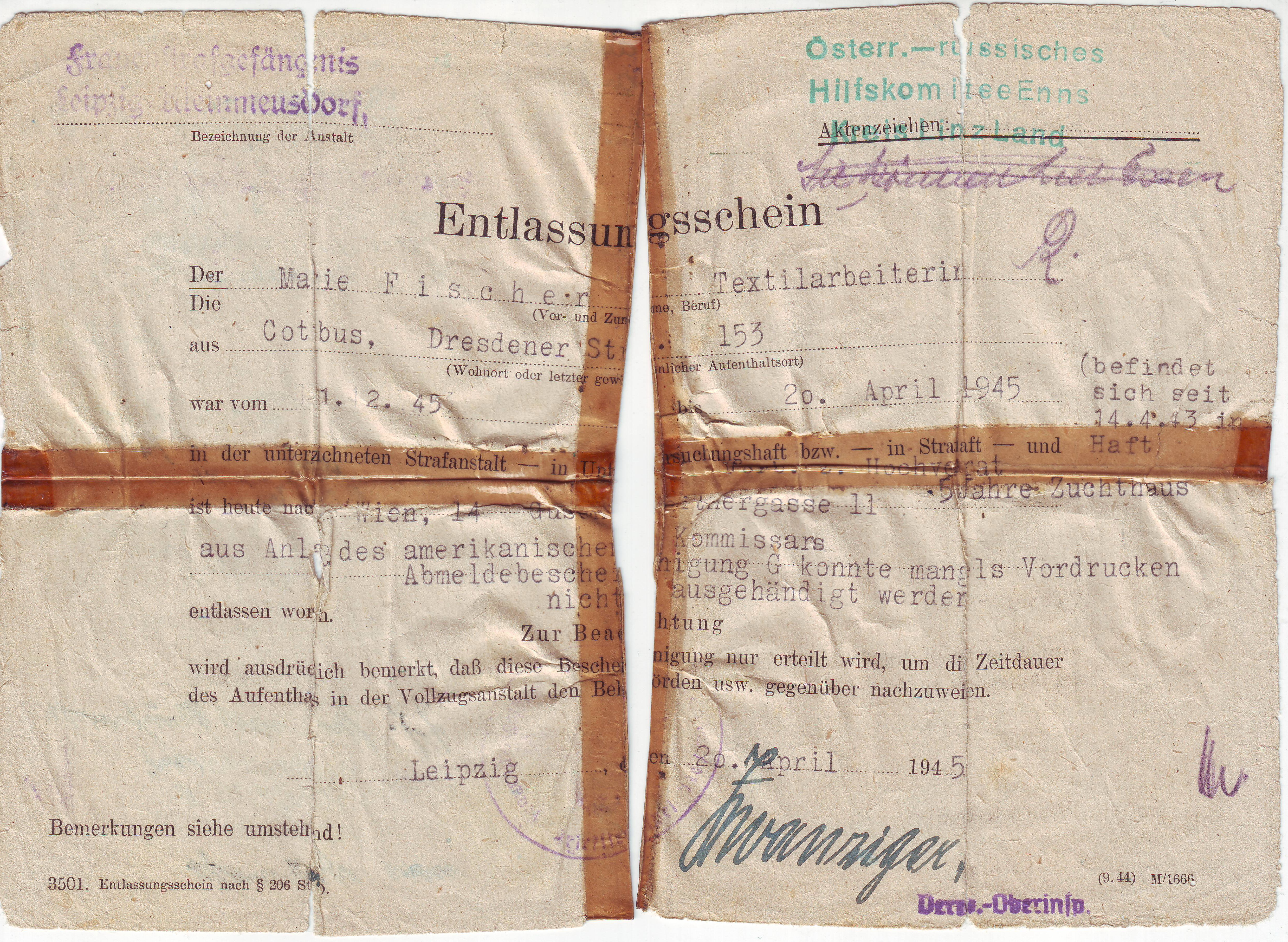
Entlassungsschein Maria Fischer, Frauenstrafgefängnis Leipzig-Kleinmeusdorf, 20. April 1945, Vorderseite
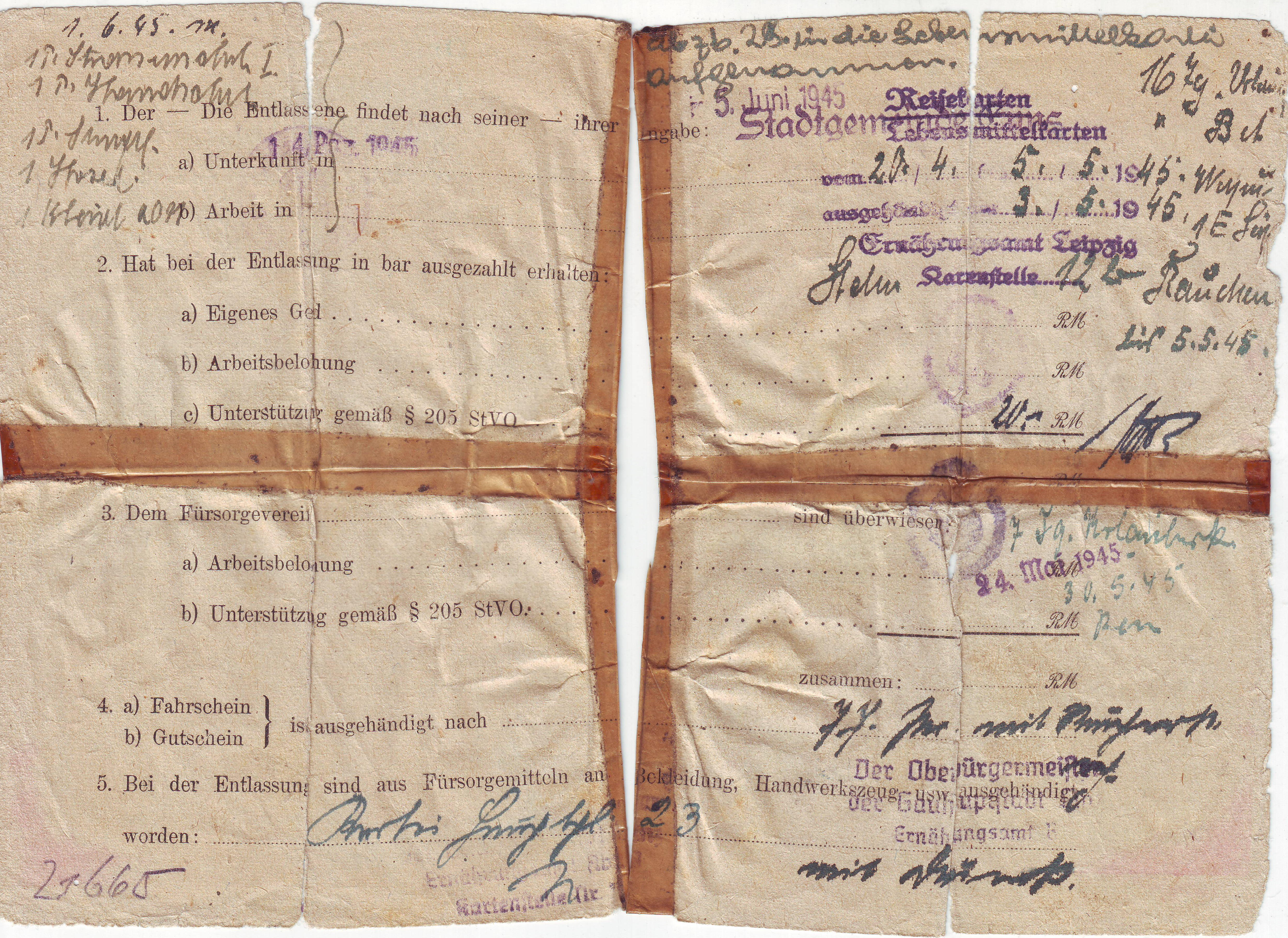
Entlassungsschein Maria Fischer, Frauenstrafgefängnis Leipzig-Kleinmeusdorf, 20. April 1945, Rückseite
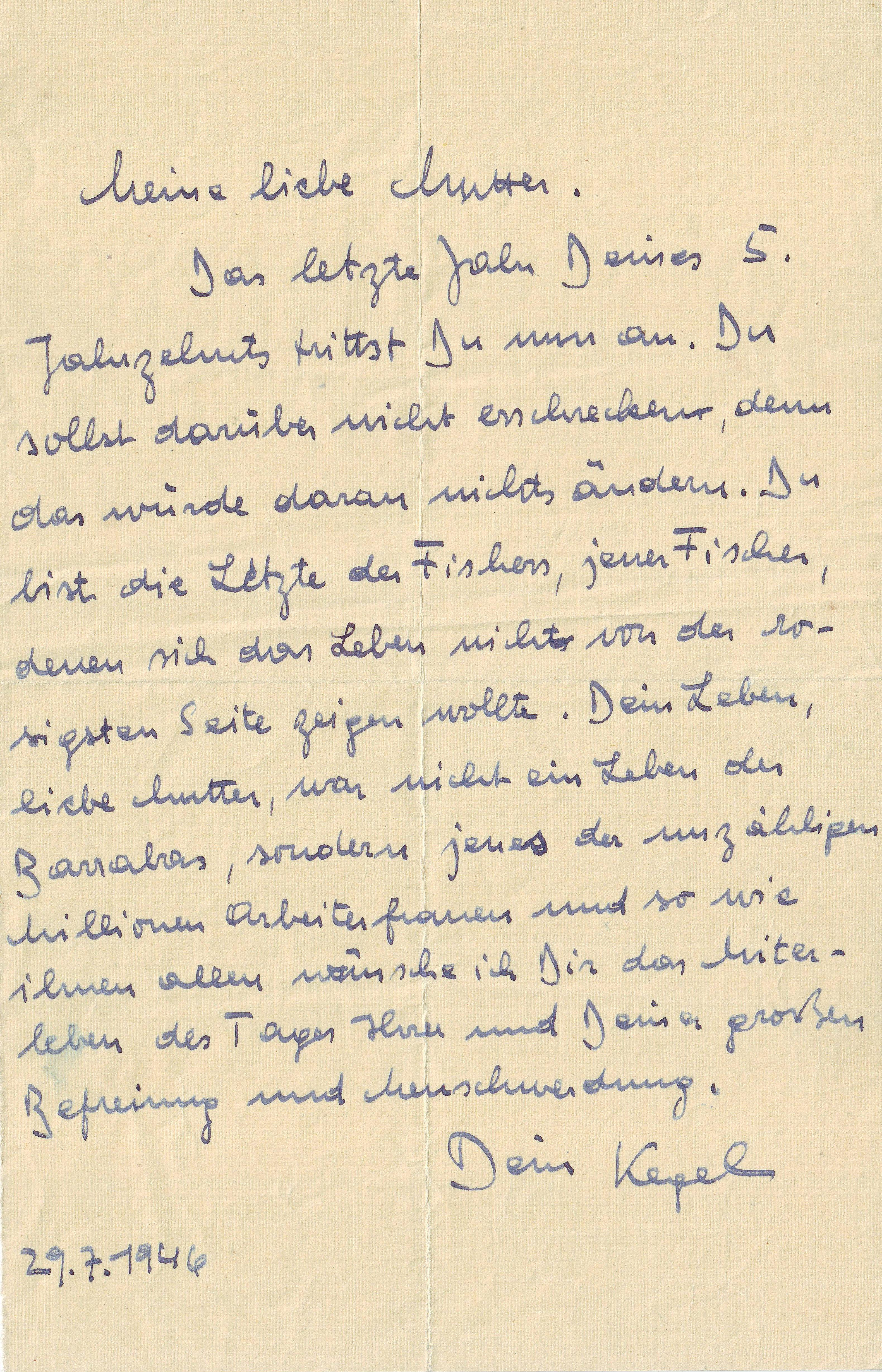
Mittels Füllfederhalter verfasstes Schreiben Karl Fischers zum 49. Geburtstag seiner Mutter Maria, 29. Juli 1946